# Ryszard Kiełczewski
Ryszard Kiełczewski (ur. 15 lutego 1942) – polski brydżysta i dziennikarz brydżowy. Współpracuje od wielu lat ze Światem Brydża oraz Brydżem, jest też autorem książek o rozgrywce i wiście w brydżu. Posiada tytuł Arcymistrza Międzynarodowego, trenera I klasy (który uzyskał jako pierwszy w Polsce w 1987) oraz licencję sędziego okręgowego PZBS. Wielokrotnie powoływany na stanowisko trenera-selekcjonera juniorów, pełnił także funkcję kapitana reprezentacji Polski juniorów na Mistrzostwach Europy. W 2006 roku odznaczony został Złotą Odznaką PZBS'u. Na początku 2004 roku z  inicjatywy PZBS oraz przy współpracy BBO Polska i miesięcznika Świat Brydża została uruchomiona Internetowa Szkoła Brydża, której został dyrektorem.

### Klasyfikacja zawodnika
- Ryszard Kiełczewski – klasyfikacja PZBS
- Ryszard Kiełczewski – klasyfikacja EBL (ang.)
- Ryszard Kiełczewski – klasyfikacja WBF (ang.)

### Internetowa Szkoła Brydża
- Internetowa Szkoła Brydża (stara.pzbs.pl)
- http://www.szkolabrydza.pl